# Kvinder i brygning
Siden oldtiden har kvinder været aktive indenfor brygning. Selvom Vesten har opfattet brygning som et mandsdomineret felt igennem de sidste 150 år, har kvinder traditionelt set taget del i erhvervet. Etnografiske og arkæologiske studier har vist, at brygning var en del af hverdagen i de gamle samlings- og bagertraditioner, som verden over har været kvindernes mest prominente roller i samfundet. Lige siden 7000 f.v.t., hvor de første tegn på brygning viste sig, til industrialiseringen, hvor brygningserhvervet blev kommercialiseret, var kvinderne de primære brygmestre på alle beboede kontinenter. I mange kulturer var de guddommelige væsner for brygning og dens mytiske beskyttere kvindelige gudinder og ofte associeret med fertilitet.
Mange kvinder blev udelukket fra at deltage i produktionen af alkohol i midten af det 18. århundrede og blev i stedet degraderet til roller som barpiger, krokoner, tappere eller sekretærer for bryghusene. I mindre industrialiserede områder fortsatte kvinderne dog med at producere hjemmebryg og traditionelle alkoholiske drikke. Siden midten af det 20. århundrede har kvinder arbejdet som kemikere for bryggerier, og i 1960’erne og 1970’erne begyndte kvinder igen at indtræde i mikrobryggeribranchen. 

## Historie
I mange vestlige samfund har brygning være anset som et "mandedomæne", men etnografiske undersøgelser og arkæologiske kilder tyder på, at brygning af alkohol primært var en aktivitet, som kvinder udøvede, indtil industrialiseringen af brygning begyndte. Nogle steder opstod traditionen, fordi brygning var et biprodukt af at indsamle mad, mens brygning andre steder kunne kædes sammen med bagning. Efter 1700-tallet blev kvinder i stigende grad udelukket fra brygning som erhverv, undtagen hvis de var barpiger eller værtshusholdere – licenshavere, der driver pubber. Omkring det 19. århundrede var der ikke mange kvinder ansat i bryggeriindustrien med undtagelse af hjælpefunktioner, såsom ved tapning og sekretariatsstillinger. I det 20. århundrede begyndte kvinder i mindre grad at arbejde i laboratorier, men bortset fra nogle få undtagelser, herunder Susannah Oland i Canada, blev kvinder udelukket fra at lede bryggeprocesser. Professionelle kvindelige bryggere blev i vesten omtalt som "brygmestre", inden faget blev "maskuliniseret".
Arkæologer har bekræftet, at en drik dateret til 7000-6600 f.Kr. og brygget i den neolitiske bosættelse Jiahu er den ældste grog, man kender til. Keramikanalyser viser, at den kemiske sammensætning af drikken var fra en kombination af honningmjød og en sammensætning af ris, druer og tjørn, der blev til en slags øl- eller vindrik. Selvom processen, der blev brugt til at nedbryde riskornet er ukendt, er kvinder i både Japan og Taiwan i dag stadig involveret i at tygge ris for at starte gæringsprocessen til fremstillingen af alkohol. I en kinesisk myte krediteres Yi Di, hustru til Yu den Store, for at fremstille den første alkohol fra riskorn. Et kvindeligt guddommeligt væsen fra Ainu-mytologien, kendt som Kamui Fuchi, var beskytteren af brygning, og bryggere bad til hende og tilbød hende drikofre for at værge sig imod onde ånder, der kunne ødelægge årgangen.
I det gamle Sumer var brygning det eneste erhverv, der blev "overvåget af en kvindelig guddom", nemlig Ninkasi. En skrifttavle helt tilbage fra 1800 f.Kr. indeholder Salmen til Ninkasi, som også dybest set er en opskrift på mesopotamisk øl. Sumerisk øl blev lavet af bippar, et brød lavet af byg, som bages to gange og så gæres. I det gamle Babylon arbejdede kvinder som bager-bryggere og var ofte involveret i den kommercielle distribution af øl. Arkæologer mener, at sumererne og babylonierne var altafgørende i spredningen af brygningsprocesser til Afrika. Brygning i det gamle Egypten bestod af en metode, der svarer til den brugt til den sumeriske øl, og man anvendte ofte den samme dej som udgangspunktet for både øl og brød. Brygning blev betragtet som egyptiske kvinders område især ved "metoderne til slibning af korn og filtrering af mos". Gudinden Hathor blev betragtet som opfinderen af brygning, og Hathors tempel i Dendera blev kendt som "stedet for fuldskab". En anden egyptisk gudinde, Tenenet, blev tilbedt som øllens gud, og hieroglyffer på grave viser billeder af kvinder, der både brygger og drikker øl. Andre afrikanske samfund krediterede også kvinder for ølbrygningen. Fx hædres zulufolkets fertilitetsgudinde, Mbaba Mwana Waresa, for opfindelsen, ligesom Dogon-gudeskikkelsen Yasigi ofte er afbildet dansende med en øl-øseske for at symbolisere hendes rolle i distribueringen af øl fremstillet af kvinder ved ceremonielle sammenkomster.. Kvinder i Burkina Faso har i omkring 5.500 år lavet øl af gæret og most durra. I Tanzania hjælper både kvinder og mænd med at høste og skabe forskellige slags bryg, blandt andet ulanzi og hirseøl . Kvinder i Tanzania har traditionelt set været de "eneste leverandører" af drikkevarer, og mange bruger de penge, de tjener på at sælge alkohol, til at supplere deres indkomst.
Allerede i 1600 f.Kr. brugte mayacivilisationer kakaobønner til at fremstille øl, længe før de blev brugt til at fremstille den ikke-alkoholholdige drik kakao. Selvom de faktiske produktionsmetoder er ukendte, beskrev Biskop Diego de Landa en proces til at fremstille drikkevarer, der involverede maling af majs og kakao til en pasta, inden man tilsatte væske og krydderier. Landbruget var for mayaerne mandens domæne, mens madlavning tilhørte kvinder. På en gammel keramisk vase ses fremstillingen af chokolade og en kvinde, der hælder massen mellem to kar for at skabe det skum, som mayaindianerne kunne lide. Præcolumbianske andeanske kvinder tyggede majs (lejlighedsvis ved hjælp af kassava eller quinoa) for at nedbryde stivelsen og spyttede dem derefter ud for at begynde gæringsprocessen. Resultatet var drikken chicha, der stadig er tilgængelig i vid udtrækning i Latinamerika. I Wari-imperiet har arkæologiske spor indikeret, at kvinder fra eliten drev bryggerierne, og at traditionen blev overført til inkasamfundet. I hele Andesregionen og Mesoamerika var kvinder de største producenter af alkoholiske drikkevarer. I løbet af det 15. århundrede i Peru blev kvinders liv blandt Xauxa-befolkningen i Upper Mantaro Valley ændret ved fremstillingen af chicha. Efter Xauxa-folkeslaget blev besejret af inkaerne, blev kvinder tvunget til at arbejde hårdere for at producere mere alkohol. I Mexico blev en kvindelig guddom, "Mayahuel", æret blandt aztekerne for at have opdaget, hvordan man udtrækker agavesaft til fremstilling af pulque. Efter den spanske invasion blev kvinder i Brasilien og Mexico såvel som i mange territorier i Andesregionen ikke blot producenter af alkoholiske drikkevarer, men også de største forhandlere af dem.
I traditionelle germanske samfund blev det rapporteret, at romerne drak øl fremstillet hovedsageligt af gæret honning og produceret af kvinder. Indtil klostre overtog produktionen af alkoholholdige drikkevarer i det 11. århundrede, hvilket gjorde det til et erhverv for både munke og nonner, tilhørte brygning kvinder fra germanske stammer. Migrerende germanske stammekvinder bryggede typisk deres mjød og øl i skoven for at undgå at blive plyndret. Deres drikkevarer indeholdt endnu ikke humle, der første gang blev anbefalet som et tilsætningsstof af St. Hildegard fra Bingen. Da humle fungerede som konserveringsmiddel, blev øllen bedre egnet til forbrug, selvom tilføjelsen af humle også øgede udgifterne i brygningsprocessen. I årtierne før den sorte død i Europa havde mange husstande brug for en stor mængde øl på grund af mangel på drikkevand og prisen på andre drikkevarer. Kvinder benyttede muligheden for at brygge øl til at tjene ekstra penge derhjemme. I Brigstock fik nogle kvinder tilladelse til at brygge i flere måneder i træk. Kvinder i det nordlige England var de vigtigste bryggere i samfundet. Ligesom andre steder i Europa tvang grundlæggelsen af gilder ofte kvinder ud af bryggeriindustrien, men i Haarlem i Holland fortsatte mange i erhvervet, da kvinder kunne arve gildemedlemskab fra ægtefæller. Data indsamlet i perioden mellem 1518 og 1663 viser, at 97 bryggere, hvoraf tre fjerdedele var enker, arbejdede blandt de i alt 536 bryggere i byen.
I omkring tusind år i Finland bryggede kvindelige bryggere en øl kaldet sahti i landsbyer i hele landet. Opskriften indeholdt som regel humle, enebærkviste og korn fra byg og rug, som var blevet maltet og derefter røget i en sauna. Finske sagn fortæller historien om Louhi i Kalevala – en kvinde, der bryggede øl ved at blande bjørnespyt med honning. Raugutiene var en baltisk og slavisk gudinde og beskytteren af øl. Alan D. Eames, en antropolog, der har studeret øl og mennesker, skrev i en artikel i 1993, at de norrøne vikinger kun tillod kvinder at brygge deres øl.Arkæologer har fundet beviser i grave fra nordiske folkeslag før vikingerne, der tyder på, at kvinder var dem, der lavede og serverede alkohol. I Egtvedpigens grav fandt man en spand grog ved hendes fødder. Drikken var fremstillet af en blanding af hvede, rug og byg og indeholdt tranebær, honning og tyttebær samt urter, herunder birkeharpiks, mosepors, enebær og røllike til at krydre drikken. Danske kvinder var de primære bryggere indtil oprettelsen af laug i middelalderen. Mens laugene kontrollerede produktionen af alkohol til kongehuset, militæret og byerne, fortsatte kvinder med at være de primære bryggere på landet. Selv inden for laugene havde mange af hustruerne lavtstående roller, selvom de højere positioner var besat af mænd. Derudover findes der beviser på, at størstedelen af alkoholbrygningen i disse familier blev drevet af hustruerne.
I løbet af en lang periode i det 16. og 17. århundrede ændrede brygningen i Europa sig fra at være et kvindefag til et, der blev domineret af mænd, selvom kvinder stadig var involveret i salget af øl. Som kvinder blev tvunget ud af brygningen, tog en ny tankegang om kvindebryggere fat: ”konstruktionen af kvinder som uegnede til bryggerfaget, forbindelsen mellem denne konstruktion og kvinder som hekse samt enkens position som både brygger og øldistributør". Populære skildringer af kvindelige brygmestre beskrev dem som hekselignende, upålidelige, korrupte og groteske kvinder. I Ballad on an Ale-Seller beskriver John Lydgate en brygmester "der bruger sin charme til at få mænd til at drikke". Den kvindelige brygmester i det populære digt The Tunning of Elynour Rummyng af John Skelton er "usædvanlig ond og modbydelig". Andre skildringer af kvindelige bryggere i England viste, at de blev "dømt til evig straf i helvede". Ved at forbinde kvindelige bryggere med hekseri kunne mænd dermed "retfærdiggøre den sociale kontrol af kvinder".
Indfødte amerikanske kvinder i Nordamerika, inklusivt kvinder fra Apache-, Maricopa-, Pima- og Tohono O’odham-stammerne, bryggede øl eller vin på Saguaro-kaktussen. Drikken kaldte de tiswin, og den blev brugt til forskellige ritualer. Apache-kvinderne skabte også et produkt af majs, der lå meget tæt op ad mexicanske øl, der kendt som tulpi eller tulupa blev brugt under pigers pubertetsriter. Pubertetsceremonien inkluderer fire dage med bøn, faste, indtagelse af rituelt mad og drikke og løb dedikeret til den Hvidmalede Kvinde, en af Apache-stammens guddomme. Coahuiltecan og andre stammer fra Texas-området lavede en berusende drik af yucca og bønner fra bjerglaurbær. I de nordamerikanske kolonier fortsatte kvinderne med at producere hjemmebryg – den fortsat mest prominente form for ølbrygning det næste århundrede. Mens Thomas Jefferson muligvis har været berømt for sin brygning, var Martha Jefferson lige så berygtet for sin hvedeøl. Den første kommercielle brygmester i de 13 oprindelige kolonier var Mary Lisle. Lisle arvede sin fars bryggeri i 1734 og drev det indtil 1751.
I Australien er der fundet beviser på, at de indfødtes arbejdsfordeling forholdt sig således, at mændene stod for jagten, og kvinderne stod for at indsamle mad og forberede det.  Aborigine kvinder forberedte alkoholiske drikke af blomster, som blev lagt i blød i vand eller slået for at fremtrække nektaren, blandet med honningmyrer og sat til at gære.

## Moderne kvinder i brygning
Fra industrialiseringens begyndelse til 1960’erne og de tidlige 1970’ere var de fleste kvinder blevet smidt ud af bryggeriindustrien. Over hele verden fortsatte de dog med deres hjemmebrygning, hvor de fulgte de fædrene metoder. Ifølge journalisten Krystal Bauhger er ”de største forhindringer, som kvinderne fortsat oplever i industrien, bl.a. smagsopfattelser, mediernes indflydelse og forudsatte idéer om deres talenter og evner.” Kvinder som Jill Vaghn og Rebecca Reid har været succesfulde med at blive førsteklasses brygmestre hos Anheuser-Busch, hvor de har udviklet mærker som Bud Light Platinum, Shock Top og Straw-Ber-Rita. I 2013 vandt Sara Barton, ejer af og direktør for Brewster’s Brewery, prisen som Brewer of the Year – som årligt bliver uddelt af British Guild of Beer Writers – og blev derved den første kvinde til at få denne ære og hyldest. Emma Gilleland, leder for leverandørkæden hos Marston’s Brewery – det førende uafhængige bryggeri i Storbritannien – blev kaldt den mest indflydelsesrige brygger i Storbritannien af BBC. Samme år vandt Annie Johnson prisen som Homebrewer of the Year, der uddeles af American Homebrewers Association.
Blandt andre kvindelige bryggere findes også Emily Tipton, medejer og brygmester hos Boxing Rock Brewing, og Kellye Robertson, der begyndte sin karriere hos Garrison Brewing før hun trådte til som leder for et bryggeriteam hos Spindrift Brewing. I 2015 ærede BBC’s ”100 Women”-projekt Leimin Duong – en vietnamesisk-australsk kvinde kendt for at brygge jordbærøl – med en pris, der udnævnte hende som en af de mest indflydelsesrige kvinder det år. I Australien har Two Birds Brewing – landets første bryggeri med kun kvindelige medarbejdere – vundet adskillelige priser for deres øl: I 2016 blev ejerne Jayne Lewis og Danielle Allen æret med mesterskabstrofæet for Medium Australian Brewery uddelt af Australian International Beer Awards..
En bemærkelsesværdig tysk brygmester, som også er Bayerns sidste ”bryggende nonne”, Søster Doris Engelhard, har brygget øl ved Mallersdorf klosterkirke i over 40 år. Af andre bayerske kvindelige bryggere kan Sigi Friedmann fra Friedmann’s Bryggeri (tysk:  Brauerei Friedmann) i Gräfenberg og Søstrene Meinel, Gisela og Monika fra Meinel-Bräu Bryggeriet i Hof også nævnes. I Belgien er An de Ryck en af de få kvindelige brygmestre. Hun har ledt De Ryck Bryggeriet (hollandsk: Brouwerij De Ryck) siden 1970’erne og har vundet adskillelige priser for de øl, hun har produceret.
I mange traditionelle afrikanske kulturer er det stadig kun kvinder, der producerer øl, og ofte er det deres eneste mulighed for økonomisk selvstændighed. For eksempel laver kvinder fra Gbaya-folket i Cameroun en traditionel øl af majs og sorghum kaldet amgba, hvilket er en fast del af deres kost. Kvinderne fra Mafa-folket brygger en bilbil – kaldet dong-long på Tupuriernes sprog, uzum på Giziganernes sprog og zom på Mafaernes eget sprog. Drikken er lavet på hirse. Begge blev oprindeligt skabt som rituelle drikke brugt i ceremonier, men bliver nu brugt som en måde for mange kvinder at overleve økonomisk.. Sorghumøl produceres af kvinder i andre afrikanske nationer, herunder bili bili i Chad, burkutu eller pito i Ghana og Nigeia, chibuku eller doro i Zimbabwe, dolo i Burkina Faso, ikigage i Rwanda, kaffir i Sydafrika, meissa i Sudan, mtama i Tanzania og tchoukoutou i Benin og Togo.
Kun omkring seks af de kommercielle afrikanske bryggerier styres af kvindelige brygmestre, selvom kvinderne ofte er medejere med deres mænd. En af disse brygmestre er Apiwe Nxusani-Mawela, også ejer af sit eget bryggeri og den første sorte sydafrikaner krediteret for at være trænet hos Institute of Brewing and Distilling. Hun er også en certificeret øldommer for South Africa Beer Judging Certification Program. En anden er Thea Blom. Blom begyndte som kok og tilføjede først senere et mikrobryggeri, Oakes Brew House, til sin forretning og hyrede brygmesteren Happy Sekanka til at skabe firmaets øl. Josephine "Fina" Uwineza, en resturantør i Rwanda, begyndte at overveje, om det var muligt at åbne landets første mikrobryggeri og bruge bryggeriet som platform til at bemyndige kvinder, styrke deres position i samfundet og skabe flere jobmuligheder for dem. I 2016 gik hun sammen med Ontario Craft Brewers Association for at udforske mulighederne for at begive sig ud i et sådant foretagende.
I Nepal brygger kvinder en skarp destilleret alkoholisk drik kaldet raksi. Den er lavet af ris og er blevet brygget gennem flere århundrede. Den blev oprindeligt brugt i ceremonielle sammenhænge i hinduistiske og buddhistiske riter, men er nu en så stor del af hverdagen i Kathmandudalen, at de lokale autoriteter regelmæssigt ignorerer lovmæssige forbud mod produktion og indtagelse af drikken. Traditionelt set deltager kvinderne i den månedlange brygningsproces og sælger deres overskydende raksi til restauranter. Andre betydningsfulde bryggede nepalesiske drikke er Chhyang, Jaandh, Thon og Tongba (kendt under forskellige navne og stavemåder), som alle traditionelt set er lavet af kvinder. I både Nepal og Tibet består drikkene af byg, ris og hirse. Efter at have lagt kornene i blød i vand, dampes de og blandes med marcha, som laves af enten hvedeflager (kaldet mana) eller ris- eller hirsemel (kendt som manapu), for at starte processen. Opskriften på marcha er nogle gange en højt beskyttet hemmelighed, der kun gives i arv til svigerdøtre.
I Japan, efter brygning blev kommercialiseret, var sakebryggere – kendt som tōji (japansk:  杜氏) – i flere generationer migranter, som rejste mellem bryggerier og arbejdede i vintersæsonen.  Som salget af sake og antallet af trænede tōji begyndte at falde, begyndte bryggeriejerne at brygge drikken selv. Selvom feltet stadig er domineret af mænd, var der i 2015 omkring 20 kvindelige tōji- bryggere i Japan, og Kvindernes Sake Industri Gruppe er blevet dannet for at styrke deres antal. Emi Machida (Japansk: 町田恵美さん) har ledet hendes families 130-år gamle bryggeri i ti år som brygmester og har vundet syv guldmedaljer for hendes sake gennem den Annuel Japan Sake Award. Miho Imada (Japansk: みほ いまだ) er kendt for hendes Hiroshima-agtige junmai ginjo metode, som bruger en meget blød vand, lave temperaturer og en langsom fermenteringsproces for at frembringe de frugtige smage og aromaer.
I Latinamerika er chicha stadig masseproduceret af kvinder og konsumeres dagligt af både børn og voksne, da den som regel har en meget lav alkoholprocent. I Ecuador høster kvinderne yucca, koger rødderne, maser dem til en paté, der tygges på en facon meget lig deres forfædre, for at nedbryde stivelsen og påbegynde fermenteringsprocessen. Kvinder fra Peru har deres egen version af chicha, hvor de bruger samme metode, men med majs i stedet for yucca. I Brasilien, Argentina og Paraguay, bland Amazonas indianerne, bliver chicha, lavet af majs, eller algarroba øl lavet af johannesbrødfrø, såvel som en øl produceret ved at blande majs og maniok med æbler, meloner, papaya, pære, græskar, kvæde, jordbær og søde kartofler, begge brygget af kvinder. Bolivianske kvinder laver øl fa ristet byg, som derefter bliver tygget for at påbegynde fermenteringsprocessen. Denne bliver dagligt serveret som et kosttilskud.
Pink Boots Society er en organisation, der støtter kvinder som arbejder i øl-industrien. Organisationen blev grundlagt af Teri Farhrendorf, som blev inspireret af den tidlige brygmester Carol Stoudt, der lancerede hendes eget bryggeri i 1987. Der findes lokalafdelinger af Pink Boots Society i Canada, Australien og USA. FemAle er endnu en organisation, som støtter det voksende antal af kvinder i bryggeri-industrien.  I Sverige producerede de i 2015 en øl ved navn ”We Can Do It” skabt i Rosie the Riveters billede fra plakaten af Westinghouse. Målet var at skabe en øl, lavet af kvinder, som ikke var frugtig eller mild, men i stedet baseret på en videnskabelig undersøgelse af hvad kvinder rent faktisk har lyst til at drikke.

### Bibliography
- Abbott, Patrick J. (1996). "American Indian and Alaska Native Aboriginal Use of Alcohol in the United States" (PDF). American Indian and Alaska Native Mental Health Research. 7 (2): 1-13. doi:10.5820/aian.0702.1996.1. ISSN 1533-7731. Hentet 18. november 2016.
- Anderson, Ray (2005). "The Transformation of Brewing: An Overview of Three Centuries of Science and Practice". Brewery History. 121: 5-24. Arkiveret fra originalen 16. november 2016. Hentet 16. november 2016.
- Arnold, Amanda (25. maj 2015). "Meet the 3 Female Sake Brewers Running Japan". Saveur. Arkiveret fra originalen 5. maj 2016. Hentet 18. november 2016.
- Auset, Brandi (2009). The Goddess Guide: Exploring the Attributes and Correspondences of the Divine Feminine. Woodbury, Minnesota: Llewellyn Worldwide. ISBN 978-0-7387-1551-3.
- Baugher, Krystal (11. november 2013). "Women and Beer: A 4,500-Year History Is Coming Full Circle". The Atlantic. Washington, D.C. Arkiveret fra originalen 13. april 2016. Hentet 17. november 2016.
- Belle, Rachel (16. november 2016). "Women in the Beer Industry Find Community With Pink Boots Society". My Northwest. Hentet 17. november 2016.
- Bennett, Judith M. (1996). Ale, Beer, and Brewsters in England: Women's Work in a Changing World, 1300–1600. New York: Oxford University Press. ISBN 978-0195073904.
- Blocker, Jack S.; Fahey, David M.; Tyrrell, Ian R. (2003). Alcohol and Temperance in Modern History: An International Encyclopedia. Vol. I: A-L. Santa Barbara, California: ABC-CLIO. ISBN 978-1-57607-833-4.
- Britt, Robert Roy (14. november 2005). "Elite Women Made Beer in Pre-Incan Culture". Live Science. New York City, New York. Arkiveret fra originalen 13. april 2016. Hentet 16. november 2016.
- Bryant, Duncan (2014). "Sahti: One of the World's Oldest Beer Styles". American Homebrewers Association. Boulder, Colorado. Arkiveret fra originalen 14. marts 2016. Hentet 16. november 2016.
- Caballero, Benjamin; Finglas, Paul M.; Toldrá, Fidel, red. (2015). Encyclopedia of Food and Health. Vol. 1: A-Che. Waltham, Massachusetts: Elsevier Science. ISBN 978-0-12-384953-3.
- Carey Jr., David (april 2015). "Alcohol in the Atlantic". Oxford Research Encyclopedia of Latin American History. 1. doi:10.1093/acrefore/9780199366439.013.32. Hentet 14. november 2016.
- Conrad, Tom (29. oktober 2014). "Sister Doris: Europe's last beer-making nun". CNN. Atlanta, Georgia. Arkiveret fra originalen 8. november 2015. Hentet 18. november 2016.
- Cotterell, Gareth (15. juli 2016). "South African women making it big in the world of brewing". CNBC Africa. Johannesburg, South Africa. Arkiveret fra originalen 23. august 2016. Hentet 18. november 2016.
- Cowan, Samantha (25. september 2016). "In Rwanda, Craft Beer Opens the Door to Female Empowerment". Take Part. Beverly Hills, California: Participant Media. Arkiveret fra originalen 29. oktober 2016. Hentet 18. november 2016.
- Crouch, David (8. februar 2015). "Revolution brewing as Sweden's first beer made by women goes on sale". The Guardian. London, England. Arkiveret fra originalen 6. august 2016. Hentet 18. november 2016.
- Cullen, Kevin (9. marts 2010). "Brewing a Viking Era Ale". The Distant Mirror. Milwaukee, Wisconsin: Discovery World. Arkiveret fra originalen 27. september 2015. Hentet 16. november 2016. Blog author is an archaeologist at Discovery World in Milwaukee, Wisconsin: with references .{{cite web}}:  CS1-vedligeholdelse: postscript (link)
- Dietler, Michael (september 2006). "Alcohol: Anthropological/Archaeological Perspectives" (PDF). Annual Review of Anthropology. 35: 229-249. doi:10.1146/annurev.anthro.35.081705.123120. ISSN 0084-6570. Hentet 20. september 2018. (Webside ikke længere tilgængelig)
- Earnshaw, Steven (2000). The Pub in Literature: England's Altered State. Manchester: Manchester University Press. ISBN 978-0719053047.
- Eber, Christine (2000). Women and Alcohol in a Highland Maya Town: Water of Hope, Water of Sorrow (revised udgave). Austin, Texas: University of Texas Press. ISBN 978-0-292-72104-3.
- Fallon, Sally; Enig, Mary G. (1. januar 2000). "Australian Aborigines: Living Off the Fat of the Land". Weston A. Price Foundation. Washington, D.C. Arkiveret fra originalen 22. oktober 2016. Hentet 18. november 2016.
- Ganava, André (2008). Millet beer brewing and its socio-economic role in the lives of Mafa women in the far north province of Cameroon (PDF). Munin (master's degree). Tromsø, Norway: The Arctic University of Norway. Arkiveret fra originalen (PDF) 21. september 2018. Hentet 21. september 2018.
- Garrison, Mark (27. oktober 2011). "The Hops Ceiling". Slate. Hentet 17. november 2016.
- Gavin, Robin Farwell; Pierce, Donna; Pleguezuelo, Alfonso (2003). Cerámica Y Cultura: The Story of Spanish and Mexican Mayólica. Albuquerque, New Mexico: University of New Mexico Press, Museum of International Folk Art. ISBN 978-0-8263-3102-1.
- Gingold, Naomi (11. september 2015). "Brewing sake in Japan is becoming a woman's game – again". Public Radio International. Minneapolis, Minnesota. Arkiveret fra originalen 11. december 2015. Hentet 18. november 2016.
- Hackett, Rosalind; Abiodun, Rowland (1998). Art and Religion in Africa. London, England: Cassell. ISBN 978-0-8264-3655-9.
- Hamilton, Tracy Brown (2. oktober 2014). "The Meditations of Europe's Last Brewmaster Nun". The Atlantic. Washington, D.C. Arkiveret fra originalen 13. april 2016. Hentet 18. november 2016.
- Hampson, Tim (2013). World Beer. London, England: DK Publishing. ISBN 978-1-4654-2263-7.
- Hester, Marianne (1996). "Patriarchal Reconstruction and Witch Hunting".  I Barry, Jonathan; Hester, Marianne; Roberts, Gareth (red.). Witchcraft in Early Modern Europe: Studies in Culture and Belief. Cambridge: Cambridge University Press. s. 288–308. ISBN 978-0521552240.
- Hornsey, Ian Spencer (2003). A History of Beer and Brewing. Cambridge: The Royal Society of Chemistry. ISBN 978-0854046300.
- Jennings, Justin (2014). "A Glass for the Gods and a Gift to My Neighbor".  I Pierce, Gretchen; Toxqui, Aurea (red.). Alcohol in Latin America: A Social and Cultural History. Tucson, Arizona: The University of Arizona Press. ISBN 9780816530762.
- Jones, Alana R. (2011). "Women in Brewing".  I Oliver, Garrett (red.). The Oxford Companion to Beer. New York City, New York: Oxford University Press, USA. s. 848-850. ISBN 978-0-19-536713-3.
- Joseph, Andrew (april 2014). "Upwardly Mobile". Canadian Packaging. 67 (4): 14-19. Arkiveret fra originalen 11. november 2014.
- Katz, Sandor Ellix (2012). The Art of Fermentation: An In-Depth Exploration of Essential Concepts and Processes from around the World. White River Junction, Vermont: Chelsea Green Publishing. ISBN 978-1-60358-364-0.
- Kohn, Rita (2013). The Complete Idiot's Guide to Beer Tasting. London, England: Dorling Kindersley Publishing Ltd. ISBN 978-1-61564-352-3.
- Kutalek, Ruth (2011). "Ritual Use of Beer in South-West Tanzania".  I Schiefenhovel, Wulf; Macbeth, Helen (red.). Liquid Bread: Beer and Brewing in Cross-Cultural Perspective. New York: Berghahn. ISBN 9781782380344.
- Lewis, Carly (1. november 2016). "Thinking Outside the Keg". The Globe and Mail. Hentet 17. november 2016.
- Lyumugabe, François; Gros, Jacques; Nzungize, John; Bajyana, Emmanuel; Thonart, Philippe (2012). "Characteristics of African traditional beers brewed with sorghum malt: a review" (PDF). Biotechnologie, Agronomie, Société et Environnement. 16 (4): 509-530. ISSN 1370-6233. Arkiveret fra originalen (PDF) 8. august 2017. Hentet 21. september 2018.
- Madeson, Frances (2. september 2016). "Apache Puberty Rites: 6 Girls Attain Womanhood". Indian Country Today. Washington D.C. Arkiveret fra originalen 22. september 2018. Hentet 22. september 2018.
- Malla, Yesha (september 2010). "Jaandh: An Integral Part of Nepali Culture". ECS Nepal. Kupondole, Lalitpur District, Nepal: ECS Media (107). ISSN 1729-2751. Arkiveret fra originalen 7. september 2018. Hentet 20. september 2018.
- Mark, Joshua J. (2. marts 2011). "Beer in the Ancient World". Ancient EU. Horsham, England: Ancient History Encyclopedia Limited. Arkiveret fra originalen 12. september 2016. Hentet 16. november 2016.
- Medicine, Beatrice (2007). Drinking and Sobriety Among the Lakota Sioux. Lanham, Maryland: Rowman Altamira Press. ISBN 978-0-7591-0571-3.
- McClusky, Laura (5. juli 2010). Here, Our Culture Is Hard: Stories of Domestic Violence from a Mayan Community in Belize. Austin, Texas: University of Texas Press. ISBN 978-0-292-78819-0.
- McGovern, Patrick (8. marts 2010). "Prehistoric China: The Wonders That Were Jiahu The World's Earliest Fermented Beverage". Penn Museums. Philadelphia, Pennsylvania: University of Pennsylvania Museum. Arkiveret fra originalen 21. oktober 2016. Hentet 16. november 2016.
- Meek, Shawn; McDonald, Chris (8. juni 2016). "Craft Community: Spindrift Brewing". The Chronicle Herald. Halifax, Nova Scotia, Canada. Arkiveret fra originalen 18. november 2016. Hentet 18. november 2016.
- More, Anna (2012). Baroque Sovereignty: Carlos de Siguenza Y Gongora and the Creole Archive of Colonial Mexico. Philadelphia, Pennsylvania: University of Pennsylvania Press. ISBN 978-0-8122-0655-5.
- Munro, Neil Gordon (2013). Ainu Creed & Cult. Vol. IV. New York, New York: Taylor & Francis. ISBN 978-1-136-16535-1.
- Nurin, Tara (18. februar 2015). "How Women Brewsters Saved the World". Craft Beer & Brewing Magazine. ISSN 2334-119X. Arkiveret fra originalen 10. september 2015. Hentet 17. november 2016.
- Pappas, Stephanie (14. januar 2014). "Ancient Nordic Grog Intoxicated the Elite". Live Science. New York City, New York. Arkiveret fra originalen 26. januar 2016. Hentet 18. november 2016.
- Phạm, Jennifer (20. november 2015). "Leimin Duong được BBC vinh danh là 1 trong 100 phụ nữ có ảnh hưởng nhất 2015" [Leimin Duong was honored as one of the BBC's 100 Most Influential Women in 2015]. Việt ÚC Times (Vietnam Australia Times) (vietnamesisk). Sydney, Australia. Arkiveret fra originalen 29. december 2015. Hentet 17. november 2016.
- Pietschmann, Richard J. (2004). "He'll Have Another".  I Haddad, Annette; Doggett, Scott (red.). Travelers' Tales Brazil: True Stories. San Francisco, California: Travelers' Tales. s. 230-236. ISBN 978-1-932361-05-6.
- Ronnenberg, Herman Wiley (2016). Material Culture of Breweries. New York, New York: Taylor & Francis. ISBN 978-1-315-42479-8.
- Salisbury, Joyce E. (2001). Encyclopedia of Women in the Ancient World. Santa Barbara, California: ABC-CLIO. ISBN 978-1-57607-092-5.
- Schell, Allison (26. april 2013). "Women + Beer: A Forgotten Pairing". Alexandria, Virginia: National Women's History Museum. Arkiveret fra originalen 29. juli 2016. Hentet 17. november 2016.
- Shrestha, Arpan (august 2010). "To Drink or Not To Drink: Local Beverages of Nepal". ECS Nepal. Kupondole, Lalitpur District, Nepal: ECS Media (37). ISSN 1729-2751. Arkiveret fra originalen 10. februar 2018. Hentet 20. september 2018.
- Smith, Jacqueline (30. maj 2014). "How These Women Became Top Brewmasters at One of the World's Biggest Beer Companies". Business Insider.
- Tamang, Jyoti Prakash (2016). Ethnic Fermented Foods and Alcoholic Beverages of Asia. New Delhi, India: Springer India. ISBN 978-81-322-2800-4.
- Taylor, Darren (4. december 2014). "South Africa's 'All-girl' Brewery Wins Fans". Voice of America. Washington, D.C. Arkiveret fra originalen 19. november 2016. Hentet 18. november 2016.
- Tuenge, Ryan (23. april 2013). "Coming Full Circle: Women in Beer". The Growler. Arkiveret fra originalen 27. marts 2017. Hentet 18. november 2016.
- Unger, Richard W. (2004). Beer in the Middle Ages and the Renaissance. Philadelphia, Pennsylvania: University of Pennsylvania Press. ISBN 978-0-8122-3795-5.
- van Dekken, Marjolein (27. marts 2004). Female brewers in Holland and England. Fifth European Social Science History Conference. Amsterdam, The Netherlands: International Institute of Social History.
- White, Evelyn C. (22. februar 2015). "More women are taking up brewing craft, including an African-American award-winner". The Chronicle Herald. Halifax, Nova Scotia, Canada. Arkiveret fra originalen 28. april 2016. Hentet 18. november 2016.
- Wilkie, Laurie A (2016). Strung Out on Archaeology: An Introduction to Archaeological Research. New York City, New York: Taylor & Francis. ISBN 978-1-315-41951-0.
- Winterman, Denise (23. januar 2014). "Beer: The women taking over the world of brewing". BBC News Magazine. London, England. Arkiveret fra originalen 20. november 2015. Hentet 17. november 2016.
- Wolfe, Wes (10. februar 2016). "Brewing Beer for Art". The Free Press. Kinston, North Carolina. Arkiveret fra originalen 22. februar 2016. Hentet 15. november 2016.
- Wu, Leslie (27. oktober 2016). "Brewing Change in Rwanda with a Woman-Owned Craft Beer Facility". Forbes. Jersey City, New Jersey. Hentet 18. november 2016.
- "Beer and Danish Microbreweries". Denmark. Copenhagen, Denmark: Ministry of Foreign Affairs of Denmark. 2012. Arkiveret fra originalen 30. juni 2016. Hentet 18. november 2016.
- "Chinese Alcohol, Chinese Spirits". China Daily. Beijing, China. 27. oktober 2010. Arkiveret fra originalen 4. maj 2016. Hentet 16. november 2016.
- "Nepal housewives break laws to cook up potent brew". The Hindustan Times. New Dehli, India. AFP. 17. august 2014. Hentet 18. november 2016.
- "Three Millennia of German Brewing". Newbury, Massachusetts: German Beer Institute. 2005. Arkiveret fra originalen 14. november 2016. Hentet 16. november 2016.
- "Two Birds celebrates five years". Australian Brews News. Australia. 9. juni 2016. Arkiveret fra originalen 9. juni 2016. Hentet 17. november 2016.
- "A woman's place is in the brewery". Flanders Today. Groot-Bijgaarden, Belgium. 19. maj 2010. Arkiveret fra originalen 18. november 2016. Hentet 18. november 2016.